# راي أوبراين (لاعب كرة قدم)
راي أوبراين (بالإنجليزية: Ray O'Brien)‏ هو مدرب كرة قدم ولاعب كرة قدم أيرلندي، ولد في 21 مايو 1951 في دبلن في جمهورية أيرلندا. شارك مع منتخب جمهورية أيرلندا لكرة القدم. أما مع النوادي، فقد لعب مع مانشستر يونايتد.

## وصلات خارجية
- راي أوبراين على موقع قاعدة بيانات كرة القدم.إي يو (الإنجليزية)
- راي أوبراين على موقع عالم كرة القدم.نت (الإنجليزية)